# 比勞
比勞是中非共和國東北部的城鎮，也是瓦卡加省的首府，海拔高度464米，2006年人口10,243。2007年3月，比勞在反對派和政府軍的戰鬥中完全燒毀。2010年12月1日，乍得軍隊協助中非政府控制比勞。

## 外部連結
- Humanitarian and Development Partners | Central African Republic: Growing up in a burnt down city

10°17′N 22°47′E / 10.283°N 22.783°E